# Estádio Nélio Gomes
O Estádio Nélio Gomes é um estádio de futebol situado no bairro de Hinterlândia, na cidade fluminense de Belford Roxo. Localiza-se na Rua Léia Barcelos. Pertence à Sociedade Esportiva Belford Roxo. Possui capacidade para 5 mil espectadores.
O estádio foi inaugurado no dia 8 de novembro de 2020 em cerimônia que contou com a presença do prefeito belford-roxense Waguinho e do presidente da Sociedade Esportiva Belford Roxo, Reginaldo Gomes. Em julho de 2021, o estádio foi liberado pela Federação de Futebol do Estado do Rio de Janeiro (FERJ) para receber jogos oficiais após atender todas as solicitações e exigências legais da FERJ e do Corpo de Bombeiros.